# بربري (فلم 2022)
بربري (بالإنجليزية: Barbarian) هو فيلم رعب أمريكي لعام 2022، من سيناريو وإخراج زاك كريجر، ومن إنتاج كل من آرنون ميلكان وروي لي ورفائيل مارغولز وجي دي ليفشيتز، ومن بطولة جورجينا كامبل وبيل سكارسغارد وجاستين لونغ. تم عرض الفيلم لأول مرة في سان دييغو كومك كون إنترناشونال في 22 يوليو 2022.

## روابط خارجية
- بربري على موقع IMDb (الإنجليزية)
- بربري على موقع ميتاكريتيك (الإنجليزية)
- بربري على موقع روتن توميتوز (الإنجليزية)
- بربري على موقع ألو سيني (الفرنسية)
- بربري على موقع أول موفي (الإنجليزية)
- بربري على موقع فيلمافينيتي (الإسبانية)
- بربري على موقع قاعدة بيانات الفيلم (الإنجليزية)
- بربري على موقع ليتربوكسد (الإنجليزية)
- بربري على موقع كينوبويسك (الروسية)